# 2020年臺灣
|        | 臺灣歷史 \| 台灣歷史年表 |
| 世纪： | 20世纪臺灣 \| 21世纪臺灣 \| 22世纪臺灣 |
| 年代： | 1990年代臺灣 \| 2000年代臺灣 \| 2010年代臺灣 \| 2020年代臺灣 \| 2030年代臺灣 \| 2040年代臺灣 \| 2050年代臺灣                                           |
| 年份： | 2015年臺灣 \| 2016年臺灣 \| 2017年臺灣 \| 2018年臺灣 \| 2019年臺灣 \| 2020年臺灣 \| 2021年臺灣 \| 2022年臺灣 \| 2023年臺灣 \| 2024年臺灣 \| 2025年臺灣 |
| 纪年： | 庚子年（鼠年）、中華民國109年 |

## 政府

### 國家正副元首

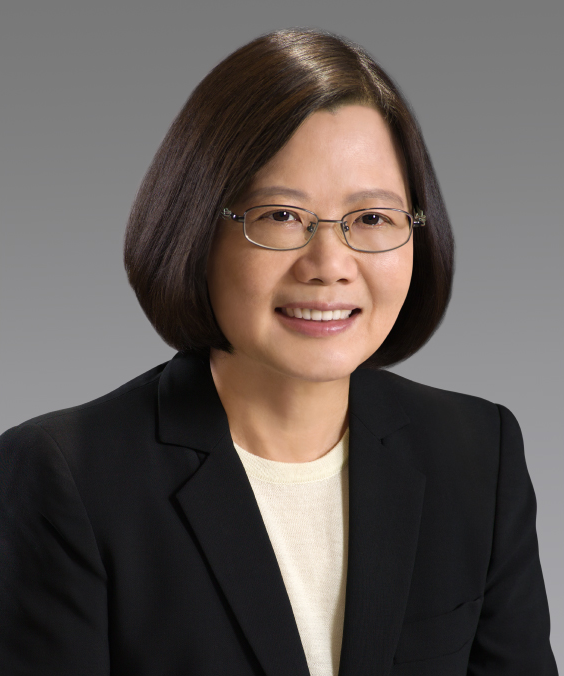
總統：蔡英文
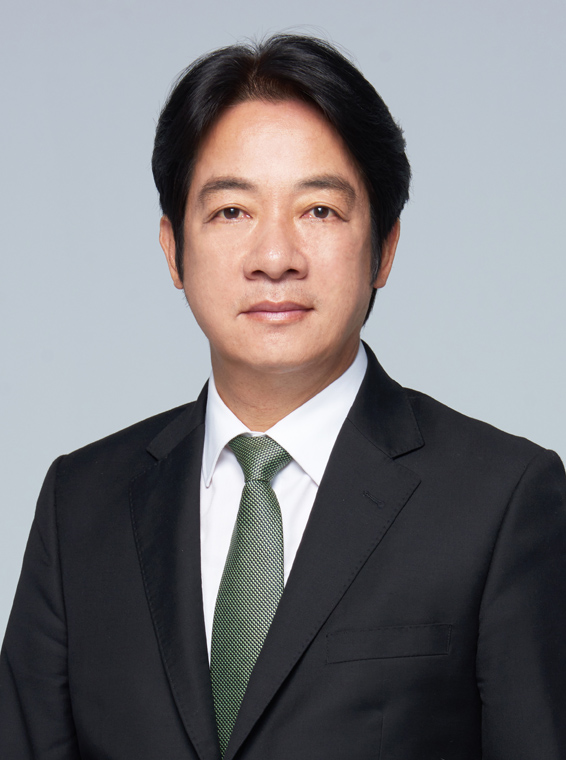
副總統：賴清德

### 五院首長

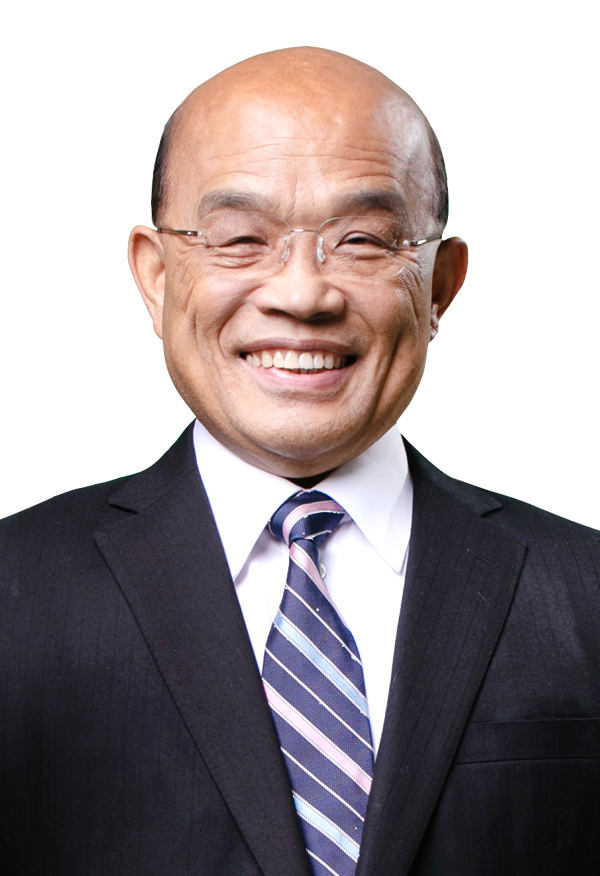
行政院院長：蘇貞昌
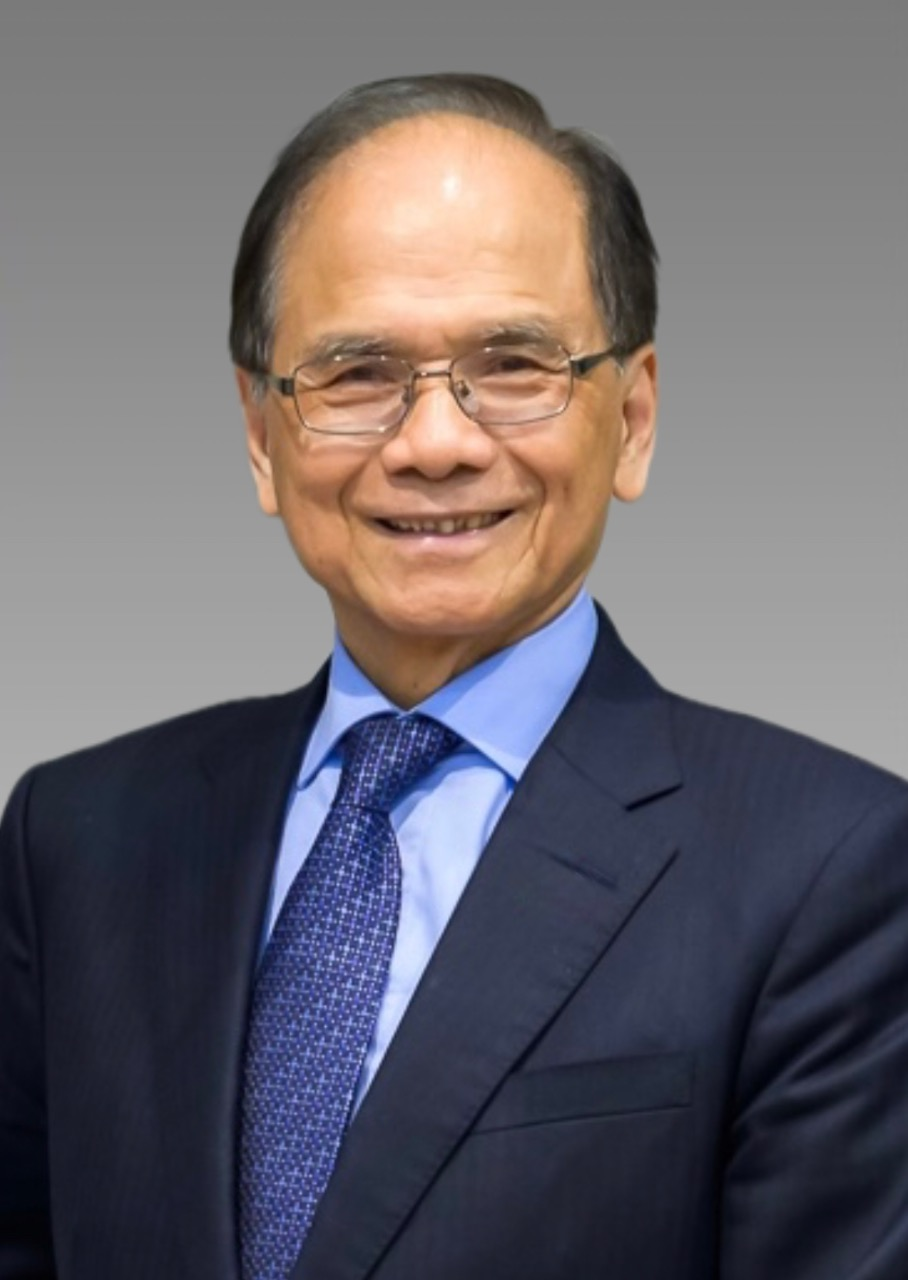
立法院院長：游錫堃
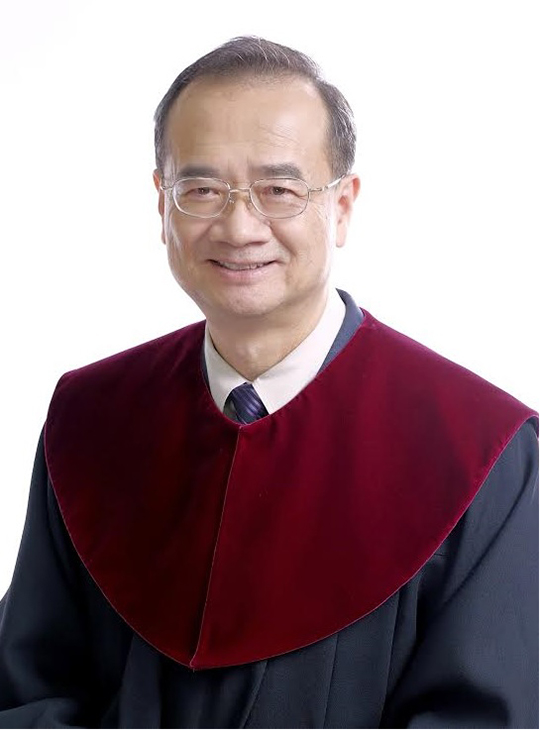
司法院院長：許宗力
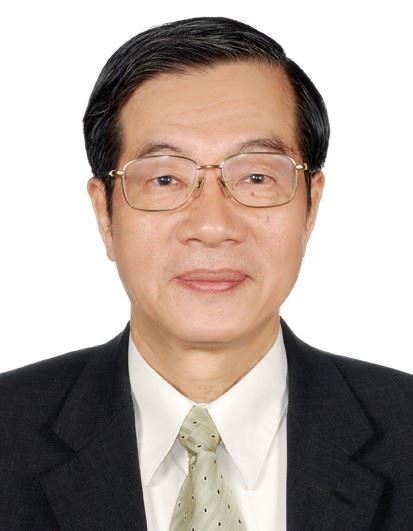
考試院院長：黃榮村
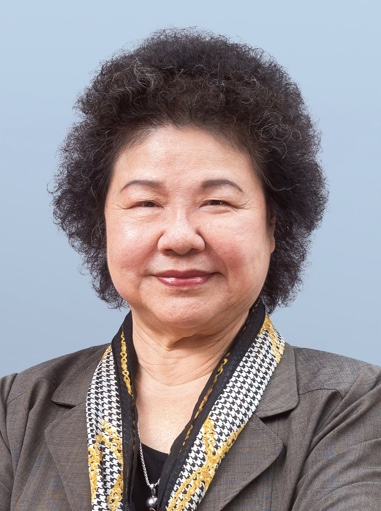
監察院院長：陳菊

### 成員變動

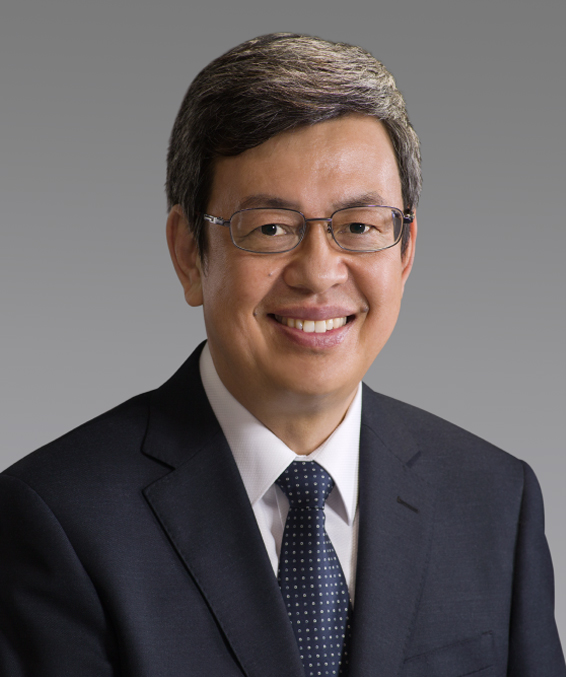
副總統：陳建仁（任期屆滿）
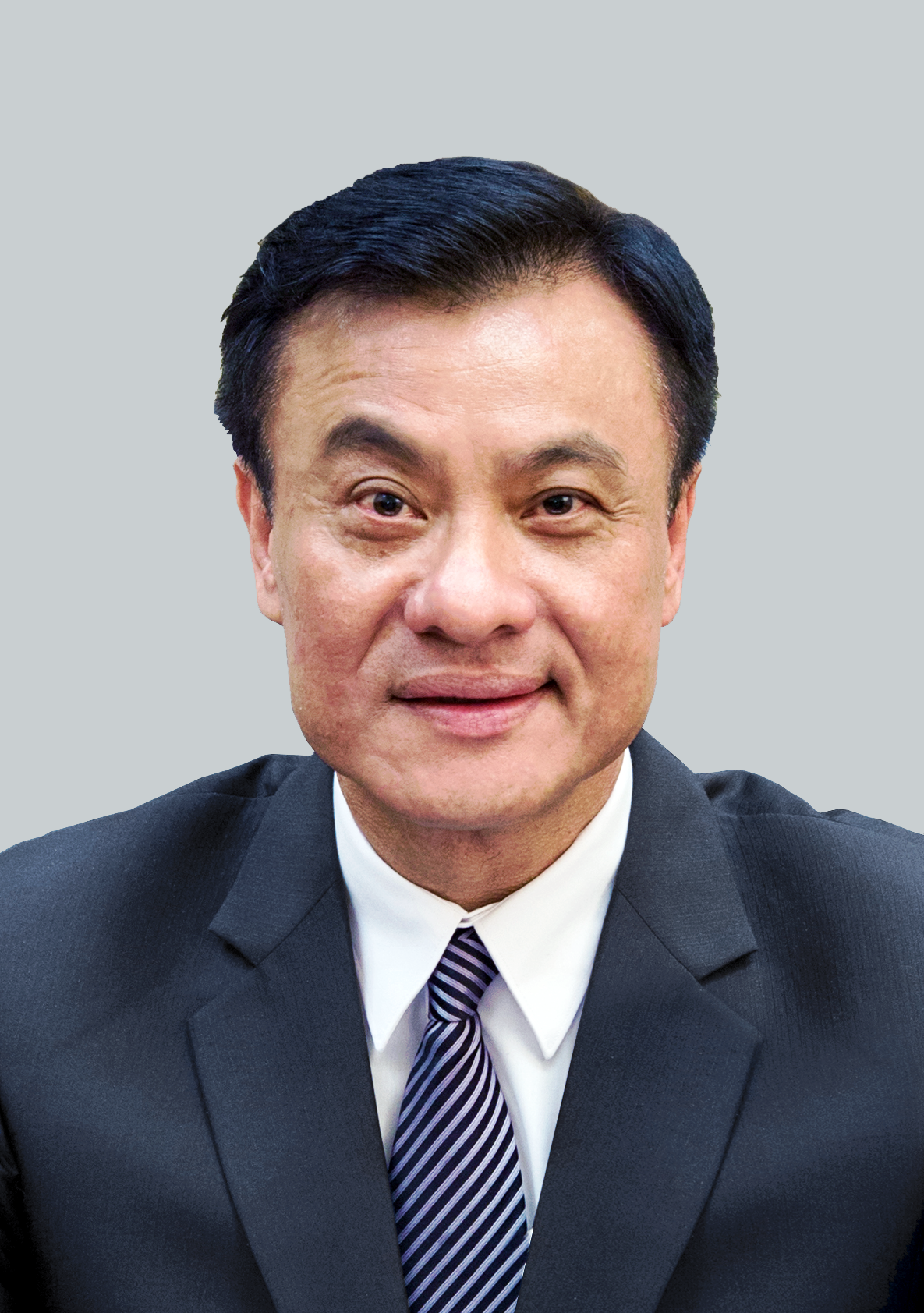
立法院院長：蘇嘉全（任期屆滿）
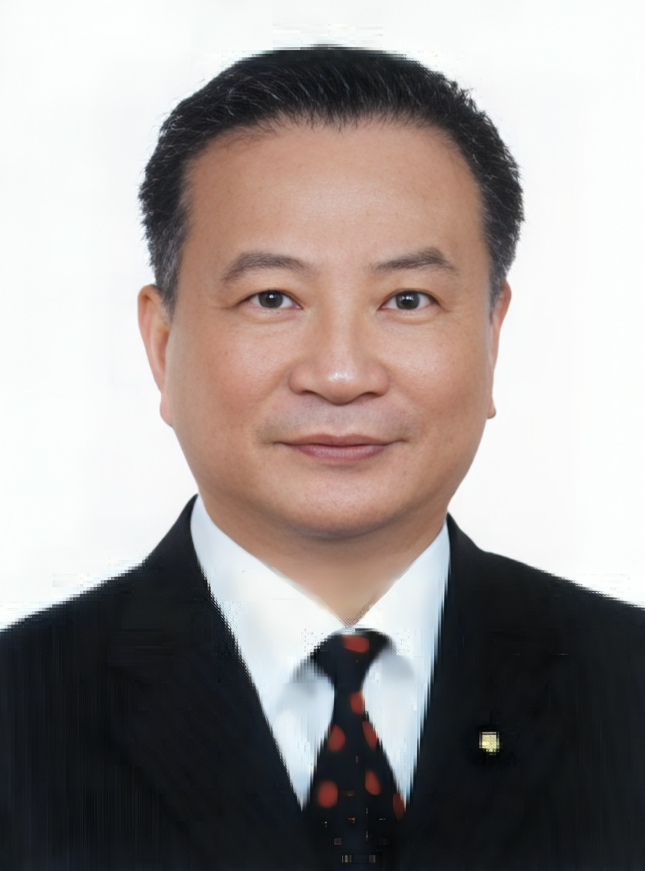
考試院院長：伍錦霖（任期屆滿）
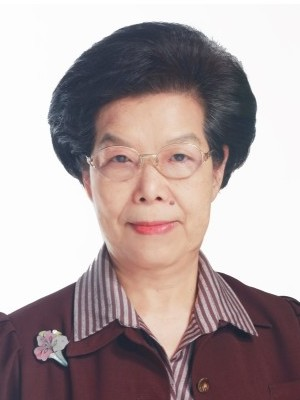
監察院院長：張博雅（任期屆滿）

## 大事記
2020年臺灣：1月 - 2月 - 3月 - 4月 - 5月 - 6月 - 7月 - 8月 - 9月 - 10月 - 11月 - 12月

### 1月
- 1月1日：中央氣象局地震測報中心調整5級以上地震之震度分級，5級強震與6級烈震再細分為5弱、5強、6弱、6強，此外亦修改5級以上地震震度演算程序，增加震度與災害發生之關聯性。[1]
- 1月2日：空軍一架UH-60黑鷹直升機於新北市烏來區山區墜毀，機上13人中，包含參謀總長沈一鳴、國防部政治作戰局副局長親文、情報參謀次長室助理次長洪鴻鈞在內8人罹難，另5人受傷。[2][3]
- 1月3日：台鐵成追線雙軌化全部完工啟用。
- 1月6日：下午4點台9線蘇花改的南澳－和平段及和中－大清水段通車，並開放小客車及大客車通。
- 1月11日：
  - 民主進步黨推薦之蔡英文以8,170,231票、57.13%之得票率於總統選舉勝選成功連任，並創下自總統直選以來得票數最高紀錄。[4]
  - 立法委員選舉結束，民主進步黨取得61席維持過半，中國國民黨（38席）、臺灣民眾黨（5席）、時代力量（3席）、臺灣基進（1席）等四黨亦各有斬獲，另有5席由無黨籍候選人勝出。[5]
- 1月12日：本日上午，美國在臺協會處長酈英傑前往總統府向蔡英文總統道賀。酈英傑讚揚臺灣選民參與了這神聖的民主過程，為自己的選擇發聲。這次的選舉提醒了雙方，美國和臺灣不只是合作夥伴，更是同一個民主社群的一份子，由共同價值觀緊密聯繋著。[6]
- 1月13日：總統蔡英文今日中午約見行政院院長蘇貞昌，蘇貞昌口頭提出總辭。在蔡總統予以留任後，蘇貞昌將續任行政院長。不過，行政院依照憲政慣例，在新國會產生後，今日下午提出總辭案。[7][8]
- 1月14日：2020年中華民國空軍UH-60M黑鷹直升機墜毀事故沈一鳴等8位罹難者出殯。
- 1月15日：國防部今日表示，奉總統蔡英文核定，參謀總長由海軍司令黃曙光上將接任。黃曙光不僅為蔡英文總統上任後首位拔擢的上將，更是臺灣推動潛艦國造的重要掌舵者。本月2日UH-60M黑鷹直升機失事，造成時任參謀總長沈一鳴上將殉職，由副參謀總長兼執行官劉志斌上將代理迄今。國防部晚間發布新聞稿表示，奉蔡總統核定，參謀本部上將參謀總長職缺，由海軍司令部司令黃曙光上將調任。另外海軍司令部上將司令，由參謀本部副參謀總長執行官劉志斌上將調任；參謀本部上將副參謀總長執行官，由國防部常務次長徐衍璞中將調任，同時晉任陸軍二級上將，上述調任案，均在2020年1月16日生效。[9][10]
- 1月19日：台北捷運環狀線的新北產業園區站－大坪林站路段，開放試乘[11]。
- 1月20日:
  - 衛生福利部疾病管制署成立三級中央流行疫情指揮中心，以因應2019冠状病毒病疫情（新型冠狀病毒）擴大疑慮。[12]
  - 財政部同日表示，臺灣公益彩券自1999（民88）年底發行以來，截至2019（民108）年度，累計創造之盈餘約為新臺幣4,674億元。此筆盈餘專款專用：補助國民年金約2,095億元、全民健康保險準備金234億元及分配予地方政府運用於社會福利支出約2,345億元。另運用發行機構繳納之回饋金281億餘元「補助相關單位落實弱勢族群之照顧及經銷商失業、轉業之生活津貼及人身安全照顧」[13]。
- 1月21日：臺灣出現首例境外移入COVID-19確診個案。[14]
- 1月22日：
  - 中央針對嚴重特殊傳染性肺炎警戒，中央流行疫情指揮中心舉辦 第一場（页面存档备份，存于） 嚴重特殊傳染性肺炎記者會。
  - 台61線新豐一交流道－竹4線平交路口主線通車。
- 1月23日：台灣第三大航空公司，星宇航空正式開航，將飛澳門、越南峴港、馬來西亞檳城[15]。
- 1月25日：一名隱匿染上新型冠狀病毒的男性臺商，被爆出返臺後未戴口罩出入舞廳及搭乘高雄捷運，造成防疫漏洞，衛生局將依《傳染病防治法》開罰30萬元罰鍰。[16][17]
- 1月28日：台灣首起COVID-19「本土病例」出現！中央流行疫情指揮中心晚間緊急召開記者會宣布，確診第8例COVID-19病例、也是國內第一起本土病例，患者是家住中部的50歲男性，也是第5例境外移入病例個案的同住家人。[18]
- 1月29日：為使居家隔離及居家檢疫更為落實，增強「電子監控」，今日起發給COVID-19居家隔離、檢疫者約2000人每人一支定位手機，每天回報，若違反規定，將立即強制隔離及相關處分。[19]

- 1月31日：
  - 台北捷運環狀線「新北產業園區—大坪林」段正式通車。為期一個月免費，2020年3月1日起正式收費，免費營運期間，凡持電子票證搭乘捷運旅客，由環狀線進站或出站者，搭乘旅程中，行經環狀線新通車路段的里程免費，其餘里程維持現行收費方式，單程票不給予優惠，仍依核定票價收費[20]。
  - 中華民國經濟部決定動用第二預備金新台幣2億元採購口罩製造設備。預計4周後將台灣的口罩生產量提升到每天1000萬副。[21][22]

### 2月
- 2月1日：第10屆立法委員就職，並由民主進步黨籍之游錫堃、蔡其昌當選立法院院長、副院長。[23][24]
- 2月2日：
  - 因應COVID-19防疫，中央流行疫情指揮中心決定。高級中等以下學校108學年度第二學期於2月25日開學，7月14日休業，2月15日不補課。針對國中會考、技專統測、大學指考等考試日程和入學措施時程則不變，因應開學時間延後和課程實施調整，會請相關考試單位調整考試範圍[25]。
  - 準副總統賴清德晚間出發前往美國，出席今年度在美國首都華盛頓特區舉辦的「國家祈禱早餐會」(National Prayer Breakfast)；被視為是中華民國與美國斷交後，造訪華府的最高層級官員。[26][27][28]
- 2月3日：教育部宣布大專院校延後開學，開學日延至2月25日以後（實際日期交由各校自行決定），學期維持18週。[29][30][31][32][33]

2月25日：
育英醫護管理專科學校、輔英科技大學、國立體育大學、中華科技大學、國立澎湖科技大學、中國科技大學、中華大學、國立臺南護理專科學校、明志科技大學、高苑科技大學、環球科技大學、華梵大學、國立暨南國際大學、慈濟大學、國立政治大學、大華科技大學、慈濟科技大學、台灣首府大學、敏惠醫護管理專科學校、南華大學、聯合大學、國立高雄大學、台北城市科技大學、中華醫事科技大學、長庚科技大學、健行科技大學、醒吾科技大學、國立臺中科技大學、德明財經科技大學、元培醫事科技大學、亞東技術學院、黎明技術學院、馬偕醫護管理專科學校、耕莘健康管理專科學校、聖母醫護管理專科學校、臺灣神學院、稻江科技暨管理學院 、萬能科技大學、高雄醫學大學等。
2月26日：
育達科技大學等。
3月2日：
國立臺南大學、國立中央大學、長庚大學、南臺科技大學、勤益科技大學、真理大學、建國科技大學、國立成功大學、逢甲大學、中信金融管理學院、國立高雄師範大學、國立嘉義大學、明道大學、國立臺灣海洋大學、世新大學、國立臺灣大學、國立臺灣師範大學、國立臺灣科技大學、國立陽明大學、銘傳大學、大葉大學、國立屏東大學、國立清華大學、國立交通大學、義守大學、靜宜大學、國立中正大學、國立臺中教育大學、國立臺北教育大學、臺北市立大學、亞洲大學、修平科技大學、國立臺北科技大學、弘光科技大學、國立金門大學、臺北基督學院、東海大學、國立中興大學、國立臺灣藝術大學、臺北醫學大學、中國文化大學、開南大學、輔仁大學、東吳大學、國立宜蘭大學、國立臺北商業大學、中山醫學大學、朝陽科技大學、中州科技大學、崑山科技大學、長榮大學、嘉南藥理大學、樹德科技大學、國立屏東科技大學、國立東華大學、國立雲林科技大學、國立中央大學、淡江大學、國立虎尾科技大學、佛光大學、遠東科技大學、嶺東科技大學、南開科技大學、國立彰化師範大學、文藻外語大學、慈惠醫護管理專科學校、大同大學、大仁科技大學、美和科技大學、實踐大學、國立臺北大學、中臺科技大學、臺北護理健康大學、臺灣戲曲學院、中原大學、玄奘大學、聖約翰科技大學、臺北基督學院、東方設計大學等。
- 2月5日：
  - 準副總統賴清德在白宮國安會與美國官員會晤，被解讀是中華民國與美國斷交後，到訪的最高層級官員。[34]
  - 陸委會將中國列為紅色旅遊警示，香港及澳門列為黃色旅遊警示。[35][36]
- 2月6日：
  - 準副總統賴清德出席「國家祈禱早餐會」(National Prayer Breakfast)，與美國總統唐納·川普、眾議院議長南希·裴洛西等人同場。[37]
  - 中央流行疫情指揮中心為紓解各地超商口罩搶購亂象，民眾即日起可持健保卡至藥局購買，每人7天內限購2片。[38]
  - 為防堵肺炎疫情擴大，暫緩中國籍旅客入境；國人自中、港、澳返臺須自主隔離檢疫14天，失聯及違反防疫規定者，內政部與法務部將依《傳染病防治法》、《社會秩序維護法》及《刑法》法辦。[36]
  - 由於武漢臺籍旅客包機返臺過程爭議不斷，而先後多次對外發布相關消息的國民黨中央委員徐正文更是引起外界譴責與撻伐。對此中國國民黨傳出要對徐正文進行黨紀調查，並有11位考紀委員表達同意下，考紀會決定先行予以徐正文停止黨權處分。於傍晚召開記者會宣布予以停止黨權處分。[39]
- 2月7日：中央流行疫情指揮中心發布災防警訊，呼籲1月31日有前往北、北、基重要觀光景點的民眾，應自主管理並留意個人健康狀況。[40]
- 2月8日：美國國務卿麥克·蓬佩奧表示，中華人民共和國以商逼政，迫使密西西比州州長取消訪臺規劃，另要求美國各州州長勿祝賀蔡英文當選連任，並施壓芝加哥一所高中的校長，讓臺灣代表無法出席該校舉辦的氣候研討會。[41]
- 2月10日： 
  - 國防部表示，中共解放軍接連兩天軍機繞臺，於今天上午短暫越過臺灣海峽中線，經空軍F-16戰機適切應對，予以驅離。[42][43]
  - 中央流行疫情指揮中心基於防疫優先，經與陸委會討論，自即日起暫停金馬地方政府兩岸小三通客船往來。[44]
- 2月11日：香港及澳門人士自即日起，除商業履約、職務派任、已取得居留證的配偶及未成年子女之外，其餘均暫緩入境臺灣。[45][46]
- 2月12日：
  - 公民割草行動、Wecare高雄和台灣基進等公民團體之罷免高雄市市長第二階段連署已達法定門檻。[47]
  - 財政部2020（民109）年2月12日函釋，「於嚴重特殊傳染性肺炎中央流行疫情指揮中心成立期間，台酒公司及台糖公司所產製酒精（成分75%）防疫清潔用酒精，並標示「非食用者」，因非屬菸酒管理法第4條第1項本文及菸酒稅法第2條第3款規定所稱之「酒」，免辦菸酒稅產品登記，不課徵菸酒稅」[48]。
- 2月13日：經濟部因應COVID-19防疫需求，遴選口罩廠商投入增產，口罩徵用及出口禁令將持續到4月底。行政院也計劃編列新臺幣600億元特別預算，提供觀光、運輸及農漁業等內需產業紓困振興。[49][50][51][52]
- 2月14日：菲律賓總統府發言人帕內洛（Salvador Panelo）於今日晚間發表聲明，菲國跨部門工作小組已決定解除對台灣的旅行禁令，立即生效。對此外交部表示肯定菲律賓政府解除對台灣旅遊禁令的決定，並對曾經協助此一正面發展的相關機關及人士表達感謝，呼籲世界衛生組織（WHO）儘速更正對台灣的不當列示。據涉外人士透露，台灣和菲國外交單位的穩健積極交涉功不可沒；而在菲國的台灣人等非官方管道在過程中也發揮一定作用。由於菲律賓總統杜特蒂的行事作風偏「吃軟不吃硬」，因此台灣外交單位選擇穩健積極交涉、分級處理、視情勢加壓，最終在外交等政府相關部門穩健多方交涉下，使這場超過100小時的對台旅行禁令解除，化解了台菲雙邊關係危機。[53][54]
- 2月15日：
  - 空軍公布UH-60M黑鷹直升機墜毀事故初步事實調查報告，係因天候驟變，直升機爬高不及導致觸地，造成參謀總長沈一鳴上將等8名軍士官殉職。[55][56]
  - 中央流行疫情中心指揮官陳時中表示，臺灣中部出現第一起感染冠狀病毒的死亡案例。[57][58]另外，因威士特丹號郵輪爆發1例確診個案，疫情中心也會對曾載過千餘名下船旅客的高雄和臺南計程車駕駛，以及有相關接觸史的民眾持續做監測。[59][60]
  - 晚間7點整時刻，花蓮縣壽豐鄉發生規模5.5地震[61]。
  - 永和分屍案今日臺灣新北地方法院一審宣判出爐，依殺人罪嫌判處美籍男子Mayer Oren Shlomo（中文名：孫武生）無期徒刑，褫奪公權終身，並於執刑完畢或赦免後，驅逐出境。非裔美籍男子Bent 有期徒刑12年6月，並於執刑完畢驅逐出境。另依幫助傷害致死罪判處美籍何傑生 有期徒刑1年6個月、台籍男大生吳宣 有期徒刑6個月，另外，4人因販毒涉洗錢部分均獲判無罪，全案可上訴[62][63][64][65]。

### 3月
- 3月5日：中央流行疫情指揮中心3月2日宣布，口罩產能提升，今日起實名制口罩每人可多買1片，成人口罩購買量增為7天內3片，兒童口罩增為7天內5片。全國各據點（含全民健康保險特約藥局及衛生所）成人口罩每日提供量由400片增為600片，兒童口罩絕大部分據點都有剩餘，維持每日提供200片，仍限13歲以下兒童健保卡購買，其餘成人和兒童口罩購買原則和價格不變[66][67][68]。
- 3月8日：菸害防制法管制範圍包含了完整電子煙及所有電子煙零件。[69]
- 3月9日：香港籍貨輪「騏龍」在進入台北港區於晚間8時許撞翻台籍引水船「永華6號」，導致引水船上59歲楊姓船長、29歲的李姓船員2人落水死亡。[70]
- 3月13日：行政院會2月27日通過「中央政府嚴重特殊傳染性肺炎防治及紓困振興特別預算案」，3月13日於立法院會三讀通過。[71]
- 3月17日：
  - 中央流行疫情指揮中心宣布新增10名嚴重特殊傳染性肺炎確診案例，為疫情爆發以來單日新高；同時升級日本、新加坡、泰國等20國及美國華盛頓州、加利福尼亞州、紐約州之國際旅遊疫情警示至第三級，自前述國家地區返國須居家檢疫14天。[72][73]
  - 中華民國教育部宣布全國高中以下師生禁止出境，違者將處新台幣10至100萬的罰款，並將公布其姓名[74]
- 3月18日：
  - 中央流行疫情指揮中心宣布新增23名嚴重特殊傳染性肺炎確診案例，為疫情爆發以來單日新高。今日新增的個案中，有21例為境外移入病例（4例與土耳其旅遊團群聚相關）、2例為本土病例[75][76]。
  - 近期國內境外移入嚴重特殊傳染性肺炎確診個案數攀升，尤以自歐洲入境者為多，為加強防疫，中央流行疫情指揮中心今日表示，除回溯採檢有症狀者，也將回溯追蹤3月5日至14日自歐洲、埃及、土耳其與杜拜入境民眾(皆含轉機)之健康狀況，請這段期間自上述地區入境(皆含轉機)民眾配合居家檢疫，請儘速向居住所在地之鄉/鎮/市/區公所通報(電話可至各縣市政府網站查詢)，或撥打各縣市1999專線通報，由公所民政人員進行居家檢疫健康關懷。[77]

上述所稱「歐洲」為下列國家/地區：法國、德國、西班牙、葡萄牙、奧地利、荷蘭、比利時、盧森堡、丹麥、芬蘭、瑞典、斯洛伐克、斯洛維尼亞、波蘭、捷克、匈牙利、希臘、馬爾他、愛沙尼亞、拉脫維亞、立陶宛、冰島、挪威、瑞士、列支敦斯登、英國、愛爾蘭。(歐洲+埃及、土耳其、杜拜共30個國家/地區)[77]
- 3月19日：
  - 中央流行疫情指揮中心宣布，自臺灣標準時間19日零時起，限制所有非本國籍人士入境，事前申請核准者才予放行。所有入境者入境後都需進行居家檢疫14天[77]。
  - 案59和案103所屬班級與學校已有2人確診嚴重特殊傳染性肺炎，根據防疫停課標準，該校自3月20日至27日進行全校停課。衛生單位也將針對案59教室座位周圍同學進行擴大採檢[78][79]。
- 3月21日：
  - 今日凌晨起，中央流行疫情指揮中心將全球的旅遊疫情警示升為第三級（三級，不宜前往），國人應避免所有非必要之出國旅遊，自國外入境者，需進行14天居家檢疫[80][81]。
  - 中央流行疫情指揮中心今日表示，因近期台灣國內境外移入個案數攀升，將往回追溯3月8日至18日間，自美國、東亞國家入境後曾就醫者約3,000筆，通知即刻起居家檢疫，並進行COVID-19病原体檢驗[82]。
- 3月25日：中央流行疫情指揮中心宣布自即日起，室內超過100人以上、室外超過500人以上的公眾集會活動建議停辦，以減低社區感染的風險[83]。
- 3月30日：
  - 發生板信商業銀行大直分行搶劫案。
  - 中央流行疫情指揮中心宣布，自2020年4月9日起，口罩實名制購買規定，將改為兒童每14天10片，成人改為每14天9片，取消原先身分證號末碼單雙號分流限制，並放寬兒童、成人口罩類型限制，可依個人臉型購買[84]。

### 4月
- 4月1日：法務部今日批准2016年除夕夜涉嫌於家中縱火，導致父母等6人死亡的翁仁賢死刑執行令，是日晚間於臺北看守所槍決[85][86]。
- 4月9日：
  - 中央流行疫情指揮中心今日表示，為防止疫情擴散，全國酒店和舞廳即日起全面停止營業[87]。
  - 本日起「口罩實名制」改為兒童每14天10片，成人改為每14天9片，取消原先身分證號末碼單雙號分流限制，並放寬兒童、成人口罩類型限制，可依個人臉型購買。4月1日開始的第3批口罩實名制線上預購適用此新規定[88]。
- 4月10日：中央流行疫情指揮中心今日表示，為防止潛在傳染鏈威脅國內防疫安全，自即日起著名觀光景點、國家公園、遊樂區及夜市、寺廟等人潮密集公共場域，實施人流管制等相關防疫措施[89]。
- 4月18日：
  - 中央流行疫情指揮中心公佈新增3例COVID-19境外移入病例，均為中華民國海軍某艦隊實習生。[90]
- 4月26日：錢櫃台北林森店發生大火，相關火災預警系統均因電梯施工而被關閉，導致員工與消費者反應不及，造成6人死亡、67人輕重傷。
- 4月30日：嘉義地方法院一審宣判，發生於2019年7月3日的臺鐵嘉義車站刺警命案被告無罪，引起社會譁然。[91][92]

### 5月
- 5月3日：高雄市三民區大連街5樓透天厝火警，起火點疑似為2樓電器短路釀災，導致高雄名醫賴文德一家三代反應不及，造成5人死亡、2人輕傷。
- 5月5日：馬祖七二一空戰英雄歐陽漪棻於台北榮總過世，享耆壽90歲。
- 5月10日：交通部中央氣象局南投服務區測站於13時30分測得攝氏40度高溫紀錄。[93][94]
- 5月20日：蔡英文及賴清德上午宣誓就任第15任中華民國總統、副總統。
- 5月27日：
  - 經濟部長沈榮津表示，目前台灣每日生產2,000萬個口罩，而政府口罩庫存量超過3億個[95]。
  - 行政院科技部同日發布新聞說明，現階段探空火箭發射（以科研為目的）則由科技部主政。[96]

### 6月
- 6月1日：中央流行疫情指揮中心宣布，解除醫療級口罩內外銷的銷售禁令，但仍會與實名制並行，保障民眾購買權益。解禁後政府仍會每日定量徵收800萬片以供實名制購買、庫存量、戰備量等使用，剩下產量由廠商自由銷售，廠商可外銷也可在國內販售[97][98][99][100]。
- 6月2日：發行三十多年的《聯合晚報》於本日停刊，（1988年2月22日至2020年6月2日）[101]。
- 6月4日：
  - 行政院科技部預告「科技部短期科研探空火箭發射場域安全規範草案」，並將進行預告至6月17日止。由於為科研為目的，因此，發射場址將限定為（屏東縣牡丹鄉旭海村牡丹灣段）[96]。
  - 食品藥物管理署為因應新型冠狀病毒（COVID-19）疫情緊急使用，截至同日止，已核准了4件國產檢驗試劑(核酸3件、抗體1件)之專案製造外，另外核准了19件專案輸入(核酸13件、抗體6件)[102]。
- 6月6日，2020年高雄市市長韓國瑜罷免案投票，台灣史上首次直轄市長罷免案與首位直轄市長成功罷免。開票後，高雄市議會議長許崑源傳出在住家墜樓身亡。
- 6月7日：
  - 中央流行疫情指揮中心至今已成立140天（2020年1月20日至6月7日），之間陸續召開了164場記者會，因應近期嚴重特殊傳染性肺炎臺灣疫情已趨緩，未來記者會將改為一週一次，訂於每週三下午2時舉行[103]。
  - 交通部對多項管制措施進行鬆綁，台鐵連續假期可賣站票但有數量限制；高鐵可賣自由座；車廂、班機內恢復販售飲食與商品；觀光景區和遊樂區取消人數及車輛限制[104]。車站、捷運進站仍須量體溫，但保持社交距離下可脫口罩。電影院無需梅花座、人數不受限制，保持安全距離，可以不戴口罩[105]。中華職棒座位採間隔梅花座但人數不受限制，保持安全距離，可以不戴口罩，現場可以飲食、販賣食物[106]。
  - 衛生福利部整合中央及地方政府各項防疫政策的決策過程，並將此「臺灣模式」以網站「COVID-19臺灣防疫關鍵決策網（页面存档备份，存于）」呈現，向民眾及各國說明臺灣防疫成功因素、衛生醫療體系基礎、重大政策等[107][108]。
- 6月10日:
  - 財政部統計，2020（民109）年5月全臺灣賦稅收入初步統計，5月實徵淨額2,283億元，較2019年同月減少1,802億元(-44.1%)。累計同年1月至5月實徵淨額7,479億元，較2019年同期減少1,365億元(-15.4%)。累計同年1月至5月實徵淨額7,479億元，較2019年同期減少1,365 億元(-15.4%)[109]。
  - 財政部臺北國稅局同日表示，「營利事業因被投資事業破產而發生之投資損失，應以法院破產終結裁定日為認列時點，並取具法院破產終結之裁定書為佐證文件」[110]。
- 6月14日：
  - 同日清晨4時19分，在宜蘭縣政府東南方85.3公里的臺灣東部海域，發生芮氏規模6.0地震，地震深度為54.8公里[111]。
  - 經濟部統計，捷克成為台灣在歐洲的第4大投資國，投資規模僅次於德國、荷蘭與英國。2019年台捷雙邊貿易額將近8.2億美元，台灣出口產品金額為4.54億美元，自捷克進口產品金額約3.65億美元[112]
- 6月15日
  - 中央銀行統計，至2019年底臺灣對外資產總額增至2兆2，528億美元，因對外資產大於對外負債，兩相互抵之下，國際投資淨資產部位將達1兆3，427.8億美元，臺灣已位居為全球第5大淨債權國。前五大依序排名為日本、德國、中國、香港及台灣[113]。
  - 新北市政府社會局數據公布：臺灣10年來老人受虐案件急遽增加4倍（自2008年的2,271人，飆升至2018年的7,745人），顯示老人受虐問題不容忽視。以新北市紀錄來看，女性長輩受虐是男性的2倍（2018年總數1,557人，其中女性為1,039人，佔66.73%；男性則為518人，佔33.27%）[114]。
- 6月16日：
  - 世界動物衛生組織（OIE）同日晚於官網發布新聞稿，宣告代表大會通過最後決議，正式改列臺灣為「口蹄疫非疫區且不施打疫苗」[115]。台灣正式從「口蹄疫區」除名，貿易局已透過外交使館掌握世界各主要國家進口規定，同時與農委會合作擬訂拓銷策略，促讓豬肉出口管道恢復[116]。
  - 金管會2019年11月28日曾開放年滿7歲到18歲未成年人（得經由驗證法定代理人書面同意文件）開立數位存款帳戶。各方反應極為踴躍。為順應數位潮流，銀行局同日表示，擬再擴大開戶對象至企業戶，及增加生物辨識技術，以提高交易限額[117]。
  - 國發會啟動外國專業人才延攬及僱用法修法，研議鬆綁「2年工作經驗」門檻及永久居留條件的可行性，以強化攬才誘因[118]。
  - 鑒於出口商進場拋匯及外資匯入，帶動新臺幣匯價續創2年新高，新臺幣兌換美元，同日收盤價逾29.704元，升值6.6分，台北及元太外匯市場總成交金額達14.16億美元[119]。
  - 依據2019（民108）年臺灣人死因統計結果：概述如右3點：1，受人口高齡化的影響，2019年度死亡率上升1.4%（死亡人數計17萬5,424人，較2018年增加了2,565人）。2，惡性腫瘤（癌症）、心臟疾病與肺炎居主要死因前三位。3，癌症多集中於55歲以上之高齡族群，占了85%[120]。
- 6月17日：
  - 新臺幣兌美元接連2日升值，同日收盤再收至29.682美元，升值2.2分。睽違了2年多，再次站上29.6字頭。市場氛圍已趨向保守及觀望，臺北、元太外匯市場總成交金額同日僅9.83億美元[121]。
- 6月18日：科技部同日新聞稿發布，瑞典（SSF）預計未來5年間投資近6千萬瑞典克朗（約折合新臺幣2億元），補助6群臺灣、瑞典合作研究計畫（研究領域將以資、通訊、生物工程及材料研究為主）。科技部也將以「雙邊協議擴充加值國際合作研究計畫」方式加值投資約新臺幣5千萬元[122]。
- 6月29日：微軟同日公布2019年度亞太地區端點安全防護威脅報告，其中關於臺灣遭受惡意程式攻擊發生率，高於全球平均值的1.2倍。而遭受勒索軟體攻擊發生率，則高於亞太地區平均值的2.5倍、亦高於全球平均值的1.5倍[123]。

### 7月
- 7月1日：
  - 台灣大哥大宣布在0點正式開通台灣 5G服務，由台灣大哥大董事長蔡明忠表示，在台灣走過 23 個年頭的台灣大哥大，正式進入5G元年的時代[124]。
  - 中華民國行政院振興三倍券正式開放預購及綁定（页面存档备份，存于）[125]。
  - 台灣與索馬利蘭正式雙方互設代表處。
- 7月3日：遠傳電信宣布，一路超前部署的「遠傳心5G」，正式開賣[126]。
- 7月16日：交通部中央氣象局太麻里2測站於13時12分測得40.5℃高溫紀錄。[127]
- 7月30日，前總統李登輝因敗血性休克及多重器官衰竭，以97歲（虛歲98歲）高齡病逝於臺北榮民總醫院。[128]

### 8月
- 8月3日：藝人羅霈穎被發現在家中猝逝。
- 8月5日：中央銀行公布外匯存底，刷新三項歷史紀錄（页面存档备份，存于）。其中7月外匯存底4,961.71億美元創下新高，較6月大增74.8億美元，並即將突破5,000億美元大關；另外，外資持有國內股票、債券等新台幣資產市值合計4,949億美元，約當外匯存底的99.7%，金額與比率雙雙締造新猷。[129]
- 8月9日：美國衛生及公共服務部部長亚历克斯·阿扎訪問臺灣，就美國總統繼任順序而言，為1979年臺美斷交以來訪臺層級最高的美國內閣官員。

- 8月10日：

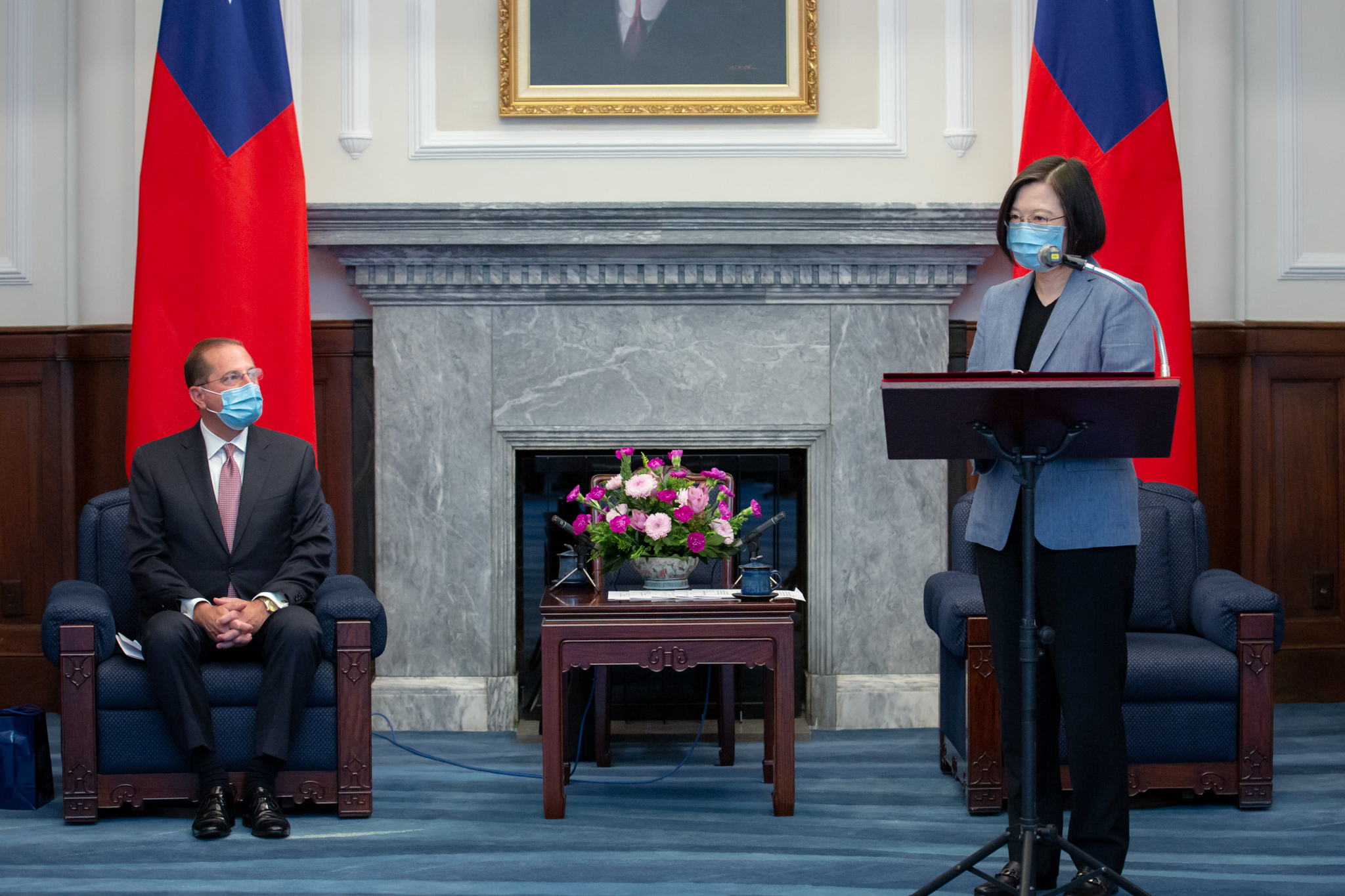
2020年8月10日，總統蔡英文接見美國衛生部長阿扎爾訪問團

  - 總統蔡英文今日上午接見來訪的美國衛生部長亞歷克斯·阿薩爾。阿薩爾在致詞時強調，此行傳達美國總統川普對臺灣的強力友誼及支持；此行將著重在臺灣的醫衛成就及防疫成就，及如何能夠跟美國進一步合作，來預防偵測及回應各項公衛挑戰。阿薩爾在致詞與會面過程中不管是打招呼或致詞中都使用「總統」（President）尊稱蔡英文。[130]
  - 下午，在衛福部長陳時中及訪臺的美國衛生及公共服務部部長亞歷克斯·阿薩爾的共同見證下，由臺灣美國事務委員會主任委員楊珍妮及美國在台協會台北辦事處處長酈英傑代表雙方於臺北簽署「醫衛合作瞭解備忘錄」。[131]
- 8月15日：2020年高雄市市長補選投票，最後由民主進步黨的陳其邁當選。
- 8月23日：總統蔡英文前往金門主持八二三砲戰62週年公祭暨追思活動，為當年殉國將士們上香獻花。同時美國在台協會處長酈英傑（William Brent Christensen）也前赴金門出席追思活動，成為首位出席八二三紀念活動的AIT處長。酈英傑在追悼活動後也前往金門水頭碼頭，在兩位美國軍官孟登道（Alfred Medendorp）中校和法蘭克．林恩（Frank W. Lynn）中校的紀念碑前獻花致意。AIT表示，這兩位軍官於1954年金門九三砲戰中與台灣同袍一同抵禦中華人民共和國，在猛烈砲火攻擊中英勇殉職。並稱臺美合作是建立在「真朋友，真進展」的歷史之上。[132][133]AIT被視為以實際行動釋出正面訊息，強調臺美關係緊密。[134]
- 8月25日：外交部表示，考量臺灣與法國在經貿、科技、文教等領域合作交流不斷深化，經妥善研議結果，規劃在法國南部的艾克斯普羅旺斯市(Aix-en-Provence)設立「駐普羅旺斯台北辦事處」，各項籌備作業正持續進行。成為我國在法國的第二間外館，也是今年外交部宣布新增的第三間駐外館處。[135][136]
- 8月28日：
  - 成吉思汗健身房館長陳之漢於凌晨兩點遭人槍擊，傷及四肢，並無生命危險。
  - 農委會預告修正動物用藥品管理法第五條第一款：「乙型受體素（β-agonist）為禁止製造、調劑、輸入、輸出、販賣或陳列之藥品。但不包括作為供牛及豬隻使用之萊克多巴胺（Ractopamine）含藥物飼料添加物。」[137]
  - 總統蔡英文宣布將於2021年起開放30月齡以上美國牛肉及含萊克多巴胺之美國豬肉進口。[138]
  - 黨產會依《政黨及其附隨組織不當取得財產處理條例》認定婦聯會、中投、欣裕台、國發、民族、民權等6個組織為國民黨的附隨組織，並凍結其資產，引起該6個組織不服，向台北高等行政法院提起訴訟，承審的7名法官質疑黨產條例有違憲之虞，聲請釋憲。大法官會議今日公布釋字793號解釋，指出法官所提的違憲爭議均屬合憲。[139][140]
- 8月30日：
  - 捷克參議院議長維特齊（Miloš Vystrčil）今日率團抵臺。訪團成員除了參議院領袖和資深參議員，還有布拉格市長賀瑞普（Zdeněk Hřib）、捷克科學院副院長、大學校長、布拉格愛樂樂團總監等學界和文化界人士以及企業領袖和媒體代表。[141][142]
  - 新竹市國際風箏節在施放糖果風箏時，意外纏住一位女童，將其捲往空中持續30秒，所幸女童平安落地，僅受到驚嚇與輕微擦傷[143]。

### 9月
- 9月1日：
  - 捷克參議院議長維特齊（Miloš Vystrčil）今日在立法院發表演說，他引前美國總統甘迺迪於1963年在西柏林演「我是柏林人」名言，並以中文表示「我是台灣人」，藉此向台灣人民表示支持；與會朝野立委報以熱烈掌聲。維特齊立法院睽違45年後，再度有外國議長在議場發表演說。維特齊也是非邦交國議長中第一人。[144]
  - 農委會農田水利署將在10月1日掛牌，將依《農田水利法》第23條[145]，接收原本在台灣各地的農田水利會的資產。引發「反消滅水利會全國自救會」抗爭。[146]
  - 「自費醫材上限」[147]政策正式實施，原為衛福部健保署公定上限價，現改為17個學會參與制定【極端價格】。[148]
- 9月2日：外交部正式公佈台湾最新護照樣式 （页面存档备份，存于），主要亮點是凸顯台灣、英文名調整呈現方式，將英文字「TAIWAN放大、ROC縮小」。[149]
- 9月3日：
  - 加利科技有限公司八里廠於2020年8月間，輸入數批約337萬餘片非醫療用口罩，於廠內分裝改標以醫療用名義混充醫療用銷售。[150]
  - Google臺灣證實，Google相中雲林購地，在台設第3座資料中心。副總統賴清德也感謝Google對台灣的投資，稱其智慧台灣計畫策略和成效，已經成為台灣轉型智慧國家最重要的夥伴之一，期盼未來雙方能夠有更多及更緊密的合作機會，創造雙贏。[151]
- 9月4日：遠傳電信與亞太電信晚間召開記者會，宣布雙方將展開5G頻譜、網路共用（簡稱共頻共網）計畫，以「3.5GHz頻段」為首波合作內容。[152]
- 9月13日：武界壩無預警放水事故，造成4人死亡的意外。
- 9月14日：偷渡到中國的朱雪璋被遣返回臺灣。
- 9月16日：藝人黃鴻升被父親發現於家中猝逝，推斷死亡時間為9月15日。
- 9月17日：美國國務院次卿柯拉克（Keith Krach）於傍晚飛抵臺北松山機場，成為1979年美國與中華民國斷交以來，訪臺層級最高的現任國務院官員。[153]
  - 中华人民共和国方面在柯拉克访台期间及稍后，采取了台海军演、共機擾台、否认台灣海峽中線等一系列军事、政治动作。國防安全研究院《2020中共政軍發展評估報告》形容为“[中华人民共和国]對台灣軍事恫嚇的強度”“達到[1996年台海危機後]近20年來的最高點”[154]:79。
- 9月18日：
  - 美國國務院次卿柯拉克今日於臺北萬豪酒店與行政院副院長沈榮津、經濟部長王美花、政務委員鄧振中等人會晤，就未來經濟暨商業對話做準備，時間約3小時。[155]
  - 總統蔡英文晚間於官邸宴請柯拉克代表團。從蔡總統晚間在臉書發布的照片看，受邀者包括台積電創辦人張忠謀，張忠謀也是唯一受邀的民間企業人士。張忠謀的受邀也被視為台積電扮演著臺美供應鏈合作的重要連結。[156][157]
- 9月19日：臺中市龍井區發生爆炸案，引發建築物火災（英语：structure fire），造成4死1傷。[158]
- 9月21日：GMP藥廠杏輝，於9月11日被發現6款藥品有效成分不到90%，全面回收。食藥署進一步清查後，9月21日再發現14款劣質藥品，未按時檢驗、軟膏變色，藥廠卻未及時處理，除要求下架，依法開罰將新台幣3萬至200萬元，並於10月6日前限期改善。[159]
- 9月24日：司法院第187次院會通過民事訴訟法第114條之1修正草案，新聞稿说明事涉2017年8月发生的“貧女8403事件”。

### 10月
- 10月13日：總統蔡英文同日前往海拔2，620公尺的樂山雷達站巡視指導，並表示長程飛彈的預警是國防任務重中之重。國安幕僚指出，蔡總統同日前往樂山雷達站，視察守衛樂山雷達站的防空連，「具有重要的戰略意義」。樂山雷達站所監控的範圍，幾乎含括東北亞至東南亞地區，特別在近期一段時間，中國的軍事行動頻頻，樂山雷達站的工作，就是精準掌握導彈及衛星等各項空中訊息，進行精準預判，並即時給予各單位最迅速的情資，讓各單位能夠迅速應變。[160]
- 10月22日：台大與台灣人工智慧實驗室等單位合作，透過科技部經費支持，自已知臨床安全性藥物為起點，以生物資訊技術，進行作用目標蛋白及藥物化合物親和力模擬預測，並將結果建立成DockCoV2資料庫，公開讓全球醫學研究團隊參考使用，利加速COVID-19的解方搜尋[161][162]。
- 10月28日：發生長榮大學外籍生命案，本案震驚台灣、馬來西亞兩地，總統蔡英文向家屬、馬來西亞國家與人民表達至深歉意[163][164][165]。
- 10月29日：發生空軍F-5E戰機墜毀事故，一架隸屬中華民國空軍編號5261的F-5E戰鬥機當日上午於台東執行任務，起飛不到2分鐘因發動機失效墜落志航基地北面1浬海域，飛官朱冠甍上尉跳傘落海，經搶救不治殉職[166]。

### 11月
- 11月10日：總統蔡英文宣布台積電創辦人張忠謀出任第28屆馬來西亞APEC峰會（線上），這是他第四度擔任領袖代表。
- 11月14日：駐美國大使蕭美琴代表中華民國政府致電拜登首席外交政策顧問布林肯，恭賀美國總統當選人拜登與副總統當選人賀錦麗，期待臺灣與美國持續深化雙邊的合作關係。[167]
- 11月15日：新北捷運淡海輕軌藍海線第一期通車。
- 11月17日：
  - 亞太15國簽署「區域全面經濟夥伴關係協定」，成員國享有關稅優惠，台灣因一個中國政策未能參與其中。
  - 空軍一架F-16A戰機，晚間6時5分從花蓮起飛執行夜航訓練，6時17分光點從雷達消失，失蹤位置在花蓮機場東北面9浬，駕駛員為空軍第26作戰隊隊長，蔣正志上校失蹤。
- 11月18日：NCC召開換照審查，會中投票結果以7比0全數通過否決了中天新聞台換照，宣布不予換照，其執照在12月11日到期，有線電視（52頻道）已於12月12日零時起停播。[168]
- 11月20日：首屆臺美經濟繁榮夥伴對話於華府展開，在美國國務次卿柯拉克與經濟部次長陳正祺見證下，駐美國大使蕭美琴與美國在臺協會執行理事藍鶯簽署合作瞭解備忘錄，確認半導體等領域的戰略合作為雙方優先項目。[169]
- 11月22日：勞工秋鬥大遊行以「反毒豬、反雙標、反黨國」為主題上街頭，達3萬多人成為歷史新高。[170]
- 11月24日：臺灣國際造船公司舉行海軍潛艦國造原型艦開工典禮，總統蔡英文、國防部長嚴德發、國安會祕書長顧立雄、美國在臺協會（AIT）處長酈英傑等人皆出席儀式。[171]
- 11月30日：台灣股市加權指數成交值爆出4096.86億元的歷史天量。[172]

### 12月
- 12月1日：「因應秋冬COVID-19疫情防治專案」開始正式實施，要求進入「醫療照護、大眾運輸、生活消費、教育學習、觀展觀賽、休閒娛樂、宗教祭祀、洽公」等八大類場所應佩戴口罩，如不配合經勸導不聽者，將依法處3000元至1萬5000元罰鍰。
- 12月7日：食藥署成為「國際化粧品法規合作會議」(International Cooperation on Cosmetics Regulation，簡稱ICCR)第14屆年度會議成為正式會員，寫下我國與國際化粧品法規合作新一頁，可代表食藥署近年致力於化粧品管理法規趨向國際化之努力獲得肯定。[173]
- 12月10日：臺灣宜蘭近海21時19分發生發生規模6.7有感地震，震央位於宜蘭縣政府東方27.2公里(位於臺灣東部海域)，氣象局亦發布國家級警報。震度4級以上地區包括宜蘭、台北、新北、基隆、桃園、新竹，苗栗，目前暫無災情傳出。
- 12月12日：凌晨零時起，因中天新聞台不予換照事件，中天新聞台於有線電視台停播，轉往YouTube上直播經營。
- 12月15日：海軍沱江級巡邏艦首艘後續量產型艦，今日於宜蘭縣龍德造船廠下水，由總統蔡英文主持，並以原住民意涵命名「塔江艦」。塔江艦快速布雷艇搭載T-74排用機槍、T-75-20機砲，並有中科院研發的自動化布雷系統。「塔江」取自台東縣塔瓦溪，流域屬排灣族生活範圍，排灣族自古以狩獵為主要經濟活動，代代傳承狩獵文化，天性具有不畏艱難、善戰精神，是塔江軍艦官兵的效法對象。「塔江艦」除原有雄風反艦飛彈、76快砲及方陣快砲，更搭載海劍二防空飛彈，預計2023年前再打造2艘同型艦。[174][175]
- 12月20日：
  - 一名30多歲臺灣籍女性（案771）因接觸染疫的長榮航空紐西蘭籍機師（案765）而確診COVID-19，終止臺灣連續253天無本土案例紀錄。[176]
  - 美國海軍伯克級飛彈驅逐艦「馬斯廷」號（USS Mustin）航行經過台灣海峽，這是今年美國軍艦群第12次航經台灣海峽。[177]
- 12月21日：美國參議院、眾議院通過《臺灣保證法》，美臺軍售步入常態化，除增強臺灣不對稱作戰自我防衛能力，也支持臺灣有意義參與國際組織，同時建議國務院檢討對臺交往準則、及報告《臺灣旅行法》執行情況等。[178]
- 12月23日：
  - 前台北市議員賴素如被控在台北雙子星案中收賄，向太極雙星開發團隊索賄1500萬，並收下前金100萬元。台灣高等法院更一審依公務員對於職務上行為收受賄賂罪，判處有期徒刑7年6月，褫奪公權4年，犯罪所得100萬元沒收。賴素如再上訴最高法院，但最高法院認為，更一審判決已詳細說明為何認定賴素如犯罪，並無違法情形，今日駁回賴素如的上訴，全案定讞。並通知檢方啟動防逃機制。[179]
  - 屢次爆出爭議的知名房東張淑晶，被指控自2013年起涉嫌誣告房客，受害者多達78人，一審新北地院依18件誣告罪判處8年2月，其中1年2月得易科罰金。案經上訴，臺灣高等法院今日上午二審做出判決，誣告罪部分加重判處9年8月，其中1年2月得易科罰金部分定讞，其餘可上訴。[180]
  - 臺灣COVID-19疫情相隔253天後又出現本土個案-廣明女員工（案771 ）公布對案771匡列的170位接觸者的二採結果，皆為陰性。。[181]
- 12月24日：立法院院會表決通過進口含萊克多巴胺美豬、30月齡以上美牛的9項行政命令與附帶決議，以及相關條文修正草案，2021年1月1日起施行。[182]
- 12月25日：
  - 立法院三讀通過民法修正案，法定成人年齡將由現行20歲下修為18歲，2023年1月1日生效。[183]
  - 嘉義一名男子因竄改維基百科蔡易餘條目被嘉義地方法院判刑。[184]
- 12月27日：美國總統唐納·川普簽署《臺灣保證法》。[185]
- 12月30日：台灣股市加權指數盤中達到14695.44點，再創下歷史高點。收14687.7點，再創收盤歷史紀錄，今日成交量2617億元[186]。
- 12月31日：自31日起藥局先行開賣，實名制口罩從原本14天9片45元，調整為14天10片40元且為源頭獨立包裝、標示生產商[187][188][189]。

## 節日與主題
以下列出2020年與臺灣社會相關的重大事件、節日及活動。

### 1月
- 1月1日：元旦，中華民國開國紀念日，台北101跨年煙火表演
- 1月2日：臘八
- 1月6日：小寒
- 1月17日–1月18日：109學年度大學學科能力測驗
- 1月18日：尾牙
- 1月20日：大寒，中小學108學年度第一學期結束
- 1月21日–2月10日：中小學108學年度寒假
- 1月23日：自由日
- 1月24日：除夕
- 1月25日：農曆新年
- 1月26日：回娘家
- 1月27日：祭祖
- 1月28日：迎神
- 1月29日：開市

### 2月
- 2月2日：天公生
- 2月4日：立春
- 2月8日：元宵節
- 2月8日–2月23日：台中2020年臺灣燈會
- 2月14日：西洋情人節
- 2月19日：雨水
- 2月25日：中小學108學年度第二學期開始
- 2月28日：和平紀念日

### 3月
- 3月5日：驚蟄
- 3月8日：婦女節
- 3月12日：植樹節
- 3月14日：白色情人節
- 3月20日：春分
- 3月29日：青年節

### 4月
- 4月1日：愚人節
- 4月4日：兒童節、清明節
- 4月7日：言論自由日
- 4月12日：復活節
- 4月15日：媽祖生
- 4月19日：穀雨
- 4月22日：世界地球日
- 4月30日：浴佛節

### 5月
- 5月1日：勞動節
- 5月2日-5月3日：四技二專統一入學測驗
- 5月5日：立夏
- 5月10日：母親節
- 5月16日-5月17日：國中教育會考
- 5月20日：小滿

### 6月
- 6月3日：禁煙節
- 6月5日：芒種
- 6月20日：夏至
- 6月25日：端午節

### 7月
- 7月3日─7月5日：108學年度大學入學指定科目考試
- 7月6日：小暑
- 7月15日：中小學暑假開始
- 7月22日：大暑

### 8月
- 8月7日：立秋
- 8月8日：父親節
- 8月19日：鬼門開
- 8月22日：處暑
- 8月25日：七夕
- 8月31日：中小學109學年度第一學期開學

### 9月
- 9月2日：中元節
- 9月3日：軍人節
- 9月7日：白露
- 9月16日：鬼門關
- 9月22日：秋分
- 9月28日：教師節

### 10月
- 10月1日：中秋節
- 10月7日：寒露
- 10月10日：國慶日、國慶煙火
- 10月22日：霜降
- 10月25日：臺灣光復節、重陽節
- 10月31日：萬聖節

### 11月
- 11月7日：立冬
- 11月12日：國父誕辰紀念日
- 11月22日：小雪
- 11月26日：感恩節

### 12月
- 12月7日：大雪
- 12月21日：冬至
- 12月24日：平安夜
- 12月25日：行憲紀念日、聖誕節
- 12月31日：全台各地跨年

## 逝世

### 1月
- 1月2日：
  - 沈一鳴：62歲，中華民國空軍一級上將，於參謀總長任內搭乘UH-60進行春節慰問時因空難殉職。
  - 黃聖航：33歲，中華民國空軍中校、侍從，搭乘UH-60進行春節慰問時因空難殉職。
  - 韓正宏：51歲，中華民國陸軍士官長、總士督長，搭乘UH-60進行春節慰問時因空難殉職。
  - 親文：59歲，中華民國空軍中將、政戰局副局長，搭乘UH-60進行春節慰問時因空難殉職。
  - 洪鴻鈞：54歲，中華民國陸軍中將、情次室助次，搭乘UH-60進行春節慰問時因空難殉職。
  - 葉建儀：40歲，中華民國空軍上校、UH-60直昇機正駕駛，搭乘UH-60進行春節慰問時因空難殉職。
  - 劉鎮富：31歲，中華民國空軍少校、UH-60直昇機副駕駛，搭乘UH-60進行春節慰問時因空難殉職。
  - 許鴻彬：39歲，中華民國空軍一等士官長、UH-60直昇機機工長，搭乘UH-60進行春節慰問時因空難殉職。[190]
- 1月7日：張秋華，83歲，台灣政治人物，曾任第11屆苗栗縣縣長。[191]
- 1月14日：王陳仙槎，98歲。二二八事件受難者王育霖遺孀。[192]

### 2月
- 2月2日：
  - 張振民，69歲，台灣廚師，法樂琪名廚。[193]
  - 小戽斗，72歲，本名歐藏喜，台灣資深演員。[194]
- 2月3日：戴政造，48歲，臺灣警政界人物，苗栗縣警察局頭份分局蓬萊派出所所長。[195]
- 2月13日：
  - 鄭保雄，58歲，台灣國寶級口簧琴文化推廣者。[196]
  - 傅學海，67歲，台灣天文學家，心肌梗塞。
- 2月15日：
  - 淨心長老，91歲，台灣僧侶，中國佛教會第13、14屆理事長，世界佛教華僧會會長。[197]
  - 許虞哲，67歲，台灣金融界及政治人物，前財政部長（2016年－2018年）、台灣期貨交易所董事長。[198]
- 2月18日： 張昭雄，81歲，台灣棒球球評。[199]
- 2月24日：周世斌，89歲，台灣軍界人物，前退輔會主委。[200]

### 3月
- 3月13日：楊牧，79歲，本名王靖獻，臺灣作家、詩人，國立東華大學講座教授，於2000年榮獲國家文藝獎，著作《葉珊散文集》、《楊牧詩集》等。[201]
- 3月17日：小鳳仙，78–79歲，本名陳麗如，臺灣歌仔戲女演員。[202]
- 3月22日：劉真，44歲，台灣舞蹈老師、藝人。藝人辛龍的妻子。[203]
- 3月29日：王文燮，87歲，中華民國陸軍二級上將退役，曾任國防部副部長（1996-1999年）。[204]
- 3月30日：郝柏村，101歲，中華民國軍事、政治人物，中華民國陸軍退役一級上將，曾任行政院長、國防部長等職。[205]

### 4月
- 4月1日：翁仁賢，55歲，死刑犯槍決。[206]
- 4月11日：陳昇瑋，44歲，台灣資料科學與人工智慧專家，擔任玉山金控科技長等職，腦溢血。[207]
- 4月13日：
  - 景翔，78歲，本名華景彊，台灣影評人、翻譯家、作家。
  - 廖學興，66歲，台灣政治人物，正常國家文化基金會董事長、兆豐銀行獨立董事、前民主進步黨仲裁委員。
  - 劉光雄，83歲，台灣醫生。
- 4月14日：黃仁，95歲，本名黃定成，台灣新聞工作者、影評人，《台灣電影百年史話》作者，金馬獎特別貢獻獎得主。
- 4月19日：蘇燕輝，93歲，臺灣企業家，和泰汽車集團總裁。
- 4月21日：劉炳偉，67歲，中華民國政治人物，曾任板橋市民代表會主席、立法委員、臺灣省議員、臺灣省議會議長、臺灣省議會副議長。
- 4月26日：
  - 林子晨，44歲，錢櫃吧台員工，於台北林森錢櫃大火中罹難。
  - 林軒煒，34歲，竹科工程師，於台北林森錢櫃大火中罹難。
  - 周雨喬，36歲，於台北林森錢櫃大火中罹難。
  - 曾冠騰，27歲，於台北林森錢櫃大火中罹難。
  - 黃嘉二，33歲，於台北林森錢櫃大火中罹難。[208]
- 4月29日：趙天儀，85歲，作家、文學評論家，曾任國立台灣大學、靜宜大學教授。[209]
- 4月30日：張瑋宏，29歲，超商員工，於台北林森錢櫃大火中命危，後拔管不治。[210]

### 5月
- 5月1日：於梨華，88歲，台灣旅美小說家，死於2019冠狀病毒病。
- 5月5日：歐陽漪棻，90歲，中華民國空軍上校，以在1956年721馬祖空戰中擊落2架中國人民解放軍空軍米格-17聞名，並獲頒青天白日勳章。[211][212]
- 5月16日：鍾肇政，95歲，臺灣作家，有「客家文學之母」之譽，代表作《魯冰花》。[213]
- 5月25日：吳朋奉，55歲，台灣男演員，腦中風逝世。
- 5月27日：鍾國艷，50歲，臺灣藝術工作者，曾參與《少年Pi的奇幻漂流》等電影的場景製作。

### 6月
- 6月4日：李增文，67歲，臺鐵嘉義車站刺警命案死者李承翰父親，胃出血病逝。[214]
- 6月5日：柯錫，90歲，臺灣攝影師，被譽為「臺灣現代攝影第一人 」。[215]
- 6月6日：許崑源，63歲，臺灣政治人物，疑自殺，高雄市議會議長，墜樓身亡。[216]
- 6月24日：陳定信，76歲，台灣醫學家、中央研究院院士，長年從事肝病研究，有「台灣肝帝」之稱。[217]
- 不詳：金樹基，84歲，臺灣退休外交官，曾為末任駐韓大使，病逝[218]。

### 7月
- 7月2日：邱創煥，94歲，台灣政治人物，考試院長（1993–1996）、台灣省主席（1984–1990）、行政院副院長（1981–1984）、內政部長（1978–1981）。[219]
- 7月4日：楊冠玉，57歲，台灣電視劇導演，師從名導王小棣，因血糖過低昏倒休克。[220]
- 7月7日：江勝昌，56歲，台灣企業家，微星科技總經理暨執行長，墜樓身亡。[221]
- 7月13日：項仲為，54歲，台灣音樂人，流感引發肺炎病逝。[222]
- 7月15日：蔡文甫，93歲，臺灣圖書出版業者、小說家，九歌出版社創辦人。[223]
- 7月30日：
  - 王曉波，77歲，台灣哲學家，曾任教國立台灣大學哲學系及世界新聞專科學校、海峽評論出版社創辦人，肺積水病逝。[224]
  - 李登輝，97歲（虛歲98歲），臺灣政治人物，前中華民國總統，因敗血性休克及多重器官衰竭病逝於臺北榮民總醫院。[128]
- 7月31日：石貝波，80岁，中華民國退役飛官，曾參與臺灣海峽上空至今最後一場空戰一一三空战。宣称他与同伴胡世霖各击落一架解放军战斗机，解放军方面未有承认。他亦是臺灣目前最後一位逝世並曾撃落敵機的飛官[225]。

### 8月
- 8月1日：岩上，本名嚴振興，82歲，台灣詩人及詩評論家。[226]
- 8月3日：羅霈穎，59歲，台灣女藝人（遺體發現日）。[227]
- 8月4日：
  - 楊庭豪，21歲，台灣員警。[228]
  - 郭美江，67歲，靈恩派牧師。[229]
  - 趙自齊，105歲，前總統府資政，第一屆立法委員。[230]
- 8月7日：莊永明，78岁，台灣文史專家。[231]
- 8月18日：龔樹森，99歲，美國華人體育家。[232]
- 8月20日：吳東興，81歲，臺灣企業家、攝影家，新光三越百貨董事長。[233]

### 9月
- 9月5日：嚴詠能，50歲，民謠歌手，打狗亂樂團主唱。
- 9月11日：林威邦，57歲，前台中市議員。
- 9月12日：李吉弘，50歲，屏東縣地政處長。
- 9月16日: 黃鴻升，36歲，藝名「小鬼」，節目主持人、歌手、電影與電視劇演員。死於主動脈剝離。[234]
- 9月19日: 李豐博，49歲，台灣導演，曾執導電影《殺手歐陽盆栽》、《愛情靈藥》、五月天紀錄電影《搖滾本事》與眾多歌手的音樂錄影帶，死於腦中風。[235]
- 9月30日: 買嘉瑞，33歲，台灣的棒球選手，曾經效力於中華職棒兄弟象隊。[236]

### 10月
- 10月1日:錢璐，92歲，台灣女演員。[237]
- 10月3日:江文雄，77歲，資深電影界大佬。[238]
- 10月4日:劉櫂漳，72歲，台灣政治人物，前國民大會代表，立法委員劉櫂豪胞兄，心疾猝逝。[239]
- 10月8日:
  - 林阿琴，105歲，台灣日治時期中膠彩畫家，郭雪湖之妻。[240]
  - 黃璽文，48歲，台灣政治人物，前高雄縣副議長，病逝。[241]
- 10月11日:王永川，89歲，台灣永川大轎工藝創始人，因肺部積水逝世。
- 10月18日:
  - 邱炳光，65歲，台灣政治人物，現任苗栗縣苗栗市市民代表會主席，肺腺癌病逝。[242]
  - 葉柏祥，61歲，台灣記者、曾任《玉山周報》總編輯，心肌梗塞。[243]
  - 魏可風，54歲，台灣作家，病逝。[244]
  - 糖糖，37歲，本名蔡亞臻，童星出身的台灣女演員。曾演出戲劇《七色橋》、《又見郵差來按鈴》、《郵差總是按對鈴》及電影《鄭進一的鬼故事》、《大小老千》。交通事故。[245]
- 10月23日:陸潤康，93歲，中華民國政治人物，前財政部部長（1984年－1985年），病逝。[246]
- 10月24日:七等生，81歲，本名劉武雄，台灣現代主義代表作家，死於癌症。[247]
- 10月29日:
  - 柯俊成，57歲，台大昆蟲系教授，粉蝨專家。[248]
  - 朱冠甍，29歲，中華民國空軍上尉，F-5E戰鬥機飛行員。[249]

### 11月
- 11月1日：張毅，69歲，台灣導演，病逝。[250]
- 11月7日：劉炯朗，86歲，台灣資訊學者，電子設計自動化專家，國立清華大學前校長，中央研究院院士。[251]
- 11月17日：
  - 鄭少峰，76歲，台灣導演，曾執導《神機妙算劉伯溫》、《土地公傳奇》、《濟公》等數十部電視劇，急性腦梗塞病逝。[252]
  - 楊石城，58歲，中華民國政治人物，無黨籍基隆市議員，胰臟癌。[253]
  - 唐峰正，55歲，台灣慈善家，自由空間教育基金會董事長。[254]
  - 陳信孚，60歲，台灣醫師，國立台灣大學醫學院基因體暨蛋白體醫學研究所教授兼所長，死於大腸癌。[255]
- 11月19日：
  - 孫德平，中華民國空軍退役少將。[256]
  - 柯華葳，67歲，台灣女性教育學者，曾擔任國立中央大學學習與教學研究所教授，曾擔任國家教育研究院院長。[257]
- 11月22日：曾文賓，98歲，台灣醫師，台灣烏腳病之父，花蓮慈濟醫院第二任院長。[258]
- 11月23日：陳逸松，57歲，台灣運動員，棒球選手，前兄弟象隊投手。[259]
- 11月26日：呂曉棟，63歲，台灣音樂製作人，心臟病猝死。[260]
- 11月27日：謝家華（英語：Tony Hsieh），46岁，华裔美国网络企业家与创业投资家，鞋類購物網站ZAPPOS共同創辦人，火災燒傷致死。[261]

### 12月
- 12月11日：仿妝夭后Yui，37歲，台灣知名網紅部落客，因肺腺癌病逝。[262]
- 12月26日：
  - 熊震球，90歲，金門古寧頭戰役，一九四九年十月，擔任戰車三團第一營第三連編號六十六戰車的發射手。[263]
  - 張華坤，65歲，曾擔任「悲情城市」、「戀戀風塵」製片，肺腺癌。[264]
- 12月29日：徐木珍，76岁，台灣客家民謠歌手，國寶級藝師。[265]